# Litoprosopus puncticosta
Litoprosopus puncticosta là một loài bướm đêm trong họ Erebidae.